# 지젤 이티에
지젤 이티에(Giselle Itié, 1981년 10월 3일 ~ )는 브라질의 배우이다.